# Suicide Is Painless
"Suicide Is Painless" é uma canção escrita por Johnny Mandel (música) e Mike Altman (letra), tema do filme e da série de TV M*A*S*H. Mike Altman, que escreveu a canção quando tinha 14 anos de idade, é o filho do diretor Robert Altman. A canção esteve em primeiro lugar nas paradas britânicas em maio de 1980.
A canção tornou-se um hit regravado por vários artistas, como Marilyn Manson e Bill Evans. No entanto, o seu cover mais famoso é de 1992, da banda britânica Manic Street Preachers.

## Versão de Manic Street Preachers
Em 1992, a banda galesa de rock Manic Street Preachers foi convidada a gravar a canção para a coletânea Ruby Trax, promovida pela revista NME. A canção alcançou a sétima posição nas paradas do Reino Unido, maior posição alcançada pela banda até então. A faixa foi incluída na coletânea de sucessos do grupo, Forever Delayed (2002), além do ao vivo Live EP - From the O2 (2014).